# Kanasín
Kanasín – miasto w Meksyku, w stanie Jukatan.